# توني مريديث
توني مريديث (بالإنجليزية: Tony Meredith)‏ هو مصمم رقص أمريكي، ولد في 24 مايو 1958 في هاواي في الولايات المتحدة.

## وصلات خارجية
- توني مريديث على موقع IMDb (الإنجليزية)